# Dietrich Manicke
Dietrich Manicke (* 29. Oktober 1923 in Wurzen; † 5. Februar 2013 in Detmold) war ein deutscher Komponist und Musiktheoretiker.

## Vita
Dietrich Manicke studierte von 1942 bis 1947 Komposition bei Fidelio Finke und Gustav Mraczek an der Staatlichen Akademie für Musik und Theater Dresden. Nach dem Studium übernahm er dort von 1948 bis 1950 einen Lehrauftrag. Zwischen 1950 und 1955 folgten Studien der Musikwissenschaft in Berlin und Münster mit Promotion über Mozarts Zauberflöte. Von 1950 bis 1953 war er Dozent an der Deutschen Hochschule für Musik in Berlin und von 1957 bis 1960 lehrte er an der Kirchenmusikschule in Spandau. 1960 wurde er als Dozent an die Nordwestdeutsche Musikakademie in Detmold berufen. Von 1967 bis zur Emeritierung 1986 war Manicke Professor für Tonsatz und Komposition an der Hochschule für Musik Detmold. Für sein kompositorisches Schaffen erhielt er den „Carl-Maria-von-Weber-Preis“ der Stadt Dresden sowie den „Johann-Wenzel-Stamitz-Preis“ der Künstlergilde.

## Werke (Auswahl)
- Passacaglia und Fuge für Orchester (1947)
- Choralpartita Von Gott will ich nicht lassen für Orgel (1963)
- Quattro pezzi concertati für Violine und Klavier(1974)
- Concerto da Camera für Viola und Orchester (1983)
- Ouverture in C nach Themen von Mozart für Orchester (1987)
- Partita piccola für Violine und Klavier (1995)

## Publikationen
- Der polyphone Satz, Teil 1 Grundlagen und Zweistimmigkeit (1965)
- Der polyphone Satz, Teil 2 Drei- und Mehrstimmigkeit (1979)